# Clerodendrum magnificum
Clerodendrum magnificum là một loài thực vật có hoa trong họ Hoa môi. Loài này được Warb. mô tả khoa học đầu tiên năm 1891.